# 松野新九郎
松野 新九郎（まつの しんくろう、1849年9月29日（嘉永2年8月13日）- 1897年（明治30年）1月13日）は、明治時代の政治家。衆議院議員（1期）。

## 経歴
藤木泰賢の二男として山城国愛宕郡西紫竹大門村（京都府愛宕郡鷹峯村、京都市上京区を経て現京都市北区）に生まれ、1865年（慶応元年2月）祖父・松野新九郎（のち新平に改名）から家督を相続。幼くして春日潜庵の高弟中川靖太郎について漢籍を修める。24歳にして愛宕郡第二区長兼葛野郡第九区長に就任し、1879年（明治12年）京都府会議員に当選した。府会では常置委員、副議長、議長、郡部会副議長などを務め、3期在任して1886年（明治19年）10月に辞任し、愛宕郡長兼葛野・乙訓郡長、相楽郡長兼綴喜郡長、京都公民会幹事兼常議員などを歴任した。
1890年（明治23年）7月の第1回衆議院議員総選挙では京都府第3区から出馬し当選。大成会に所属し衆議院議員を1期務めた。1892年（明治25年）2月の第2回総選挙では僅差で落選し、同年4月、相楽郡長兼綴喜郡長に再任され、木津の泉橋架橋に尽力し、病のため1896年（明治29年）11月に退官し、1897年1月に癌のため死去した。